# Бигармоническая функция
Бигармоническая функция — функция {\displaystyle f(x)=f(x_{1},\dots ,x_{n})} действительных переменных, определённая в области D евклидового пространства {\displaystyle \mathbb {R} ^{n},\,n\geq 2}, имеющая непрерывные частные производные 4-го порядка включительно, и удовлетворяющая в D уравнению:
{\displaystyle \nabla ^{4}f=\Delta ^{2}f=0}
где {\displaystyle \nabla } — оператор набла, {\displaystyle \Delta } — оператор Лапласа.
Данное уравнение называется бигармоническим уравнением. В декартовой системе координат в случае трёх переменных уравнение имеет вид:
{\displaystyle {\frac {\partial ^{4}f}{\partial x^{4}}}+{\frac {\partial ^{4}f}{\partial y^{4}}}+{\frac {\partial ^{4}f}{\partial z^{4}}}+2{\frac {\partial ^{4}f}{\partial x^{2}\partial y^{2}}}+2{\frac {\partial ^{4}f}{\partial y^{2}\partial z^{2}}}+2{\frac {\partial ^{4}f}{\partial x^{2}\partial z^{2}}}=0.}
В полярных координатах:
{\displaystyle {\frac {1}{r}}{\frac {\partial }{\partial r}}\left(r{\frac {\partial }{\partial r}}\left({\frac {1}{r}}{\frac {\partial }{\partial r}}\left(r{\frac {\partial f}{\partial r}}\right)\right)\right)+{\frac {2}{r^{2}}}{\frac {\partial ^{4}f}{\partial \theta ^{2}\partial r^{2}}}+{\frac {1}{r^{4}}}{\frac {\partial ^{4}f}{\partial \theta ^{4}}}-{\frac {2}{r^{3}}}{\frac {\partial ^{3}f}{\partial \theta ^{2}\partial r}}+{\frac {4}{r^{4}}}{\frac {\partial ^{2}f}{\partial \theta ^{2}}}=0.}
Класс бигармонических функций включает класс гармонических функций и является подклассом класса полигармонических функций. Каждая бигармоническая функция является аналитической функцией координат xi.
Наибольшее значение с точки зрения практических применений имеют бигармонические функции {\displaystyle f(x_{1},x_{2})} двух переменных. Такие бигармонические функции записываются с помощью гармонических функций f1, f2 или g1, g2 в виде
{\displaystyle f(x_{1},x_{2})=x_{1}f_{1}(x_{1},x_{2})+f_{2}(x_{1},x_{2})}
или
{\displaystyle f(x_{1},x_{2})=(r^{2}-r_{0}^{2})g_{1}(x_{1},x_{2})+g_{2}(x_{1},x_{2})}
где {\displaystyle r^{2}=x_{1}^{2}+x_{2}^{2},} а {\displaystyle r_{0}^{2}} — константа.
Основная краевая задача для бигармонических функций заключается в следующем: найти бигармоническую функцию в области D, непрерывную вместе с производными 1-го порядка в замкнутой области {\displaystyle {\bar {D}}=D\cup C} , удовлетворяющую на границе C условиям
{\displaystyle f|_{C}=f_{1}(s),\quad {\frac {\partial f}{\partial \nu }}{\Bigg |}_{C}=f_{2}(s)}
где {\displaystyle {\frac {\partial f}{\partial \nu }}} — производная по нормали до C, f1(s), f2(s) — заданные непрерывные функции длины дуги s на контуре C.
Указанные выше представления бигармонических функций позволяют получить решения краевой задачи в явному виде в случае круга D, исходя из интеграла Пуассона для гармонических функций.
Бигармонические функции двух переменных допускают также запись
{\displaystyle f(x_{1},x_{2})=\operatorname {Re} ({\bar {z}}\phi (z)+\psi (z))={\frac {1}{2}}({\bar {z}}\phi (z)+z{\overline {\phi (z)}}+\psi (z)+{\overline {\psi (z)}}),\quad {\bar {z}}=x_{1}-ix_{2}}
с помощью двух аналитических функций {\displaystyle \phi (z),\psi (z)} комплексной переменной {\displaystyle z=x_{1}+ix_{2}}. Это представление позволяет свести краевую задачу для произвольной области D к системе краевых задач для аналитических функций, метод решения которой детально разработан Г. В. Колосовым и Н. И. Мусхелишвили. Эта методика получила развитие при решении разных плоских задач теории упругости, в которых основным бигармоническими функциями являются функция напряжений и функция Эйри.